# Eugène Guillaume

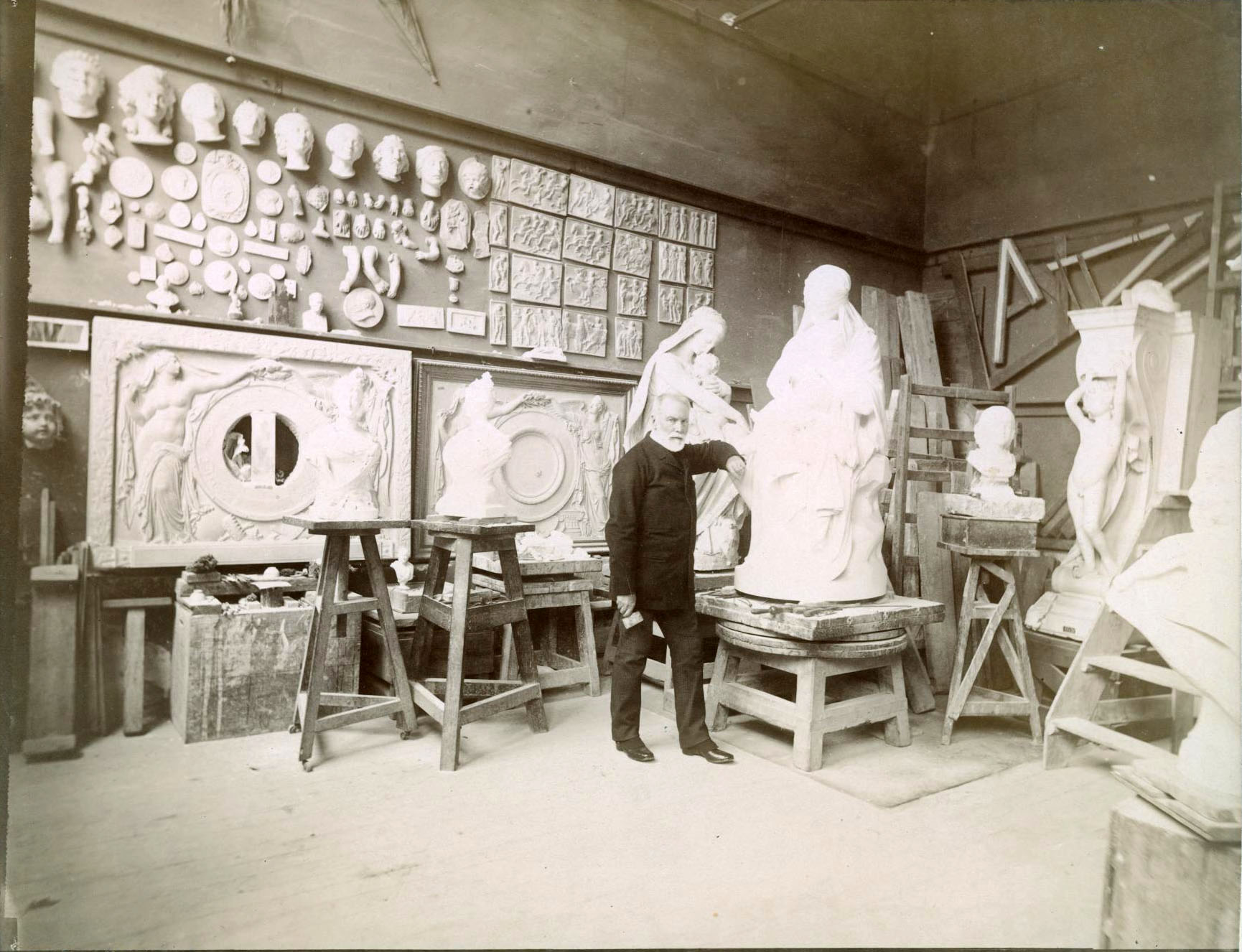
Eugène Guillaume i hans ateljé.

Jean Baptiste Claude Eugène Guillaume, född 4 juli 1822 i Montbard (Côte-d'Or), död 1 mars 1905 i Rom, var en fransk skulptör.
Guillaume var lärjunge till James Pradier och starkt antikt påverkad. Han försökte gjuta nytt liv i den klassicerande skulpturen genom en mera svällande, om barocken påminnande formgivning. Inflytandet från Pradier märks i marmorskulpturen Anakreon och bronsgruppen Graccherna i Luxembourgmuseet. Guillaume är representerade i Glyptoteket i Köpenhamn med en marmorbyst av Beethoven.